# Reserva Natural Nacional de la Vall d'Eina
La Reserva Natural Nacional de la Vall d'Eina, amb codi d'identificació al llistat de reserves naturals nacionals de França: RNN113, va ser declarada el 18 de març de 1993, protegeix la part superior de la Vall d'Eina per la riquesa de valors florístics d'aquesta contrada.
Forma part del Parc Natural Regional dels Pirineus Catalans i és íntegrament dins del terme comunal d'Eina, a l'Alta Cerdanya, de la Catalunya del Nord.

## Localització

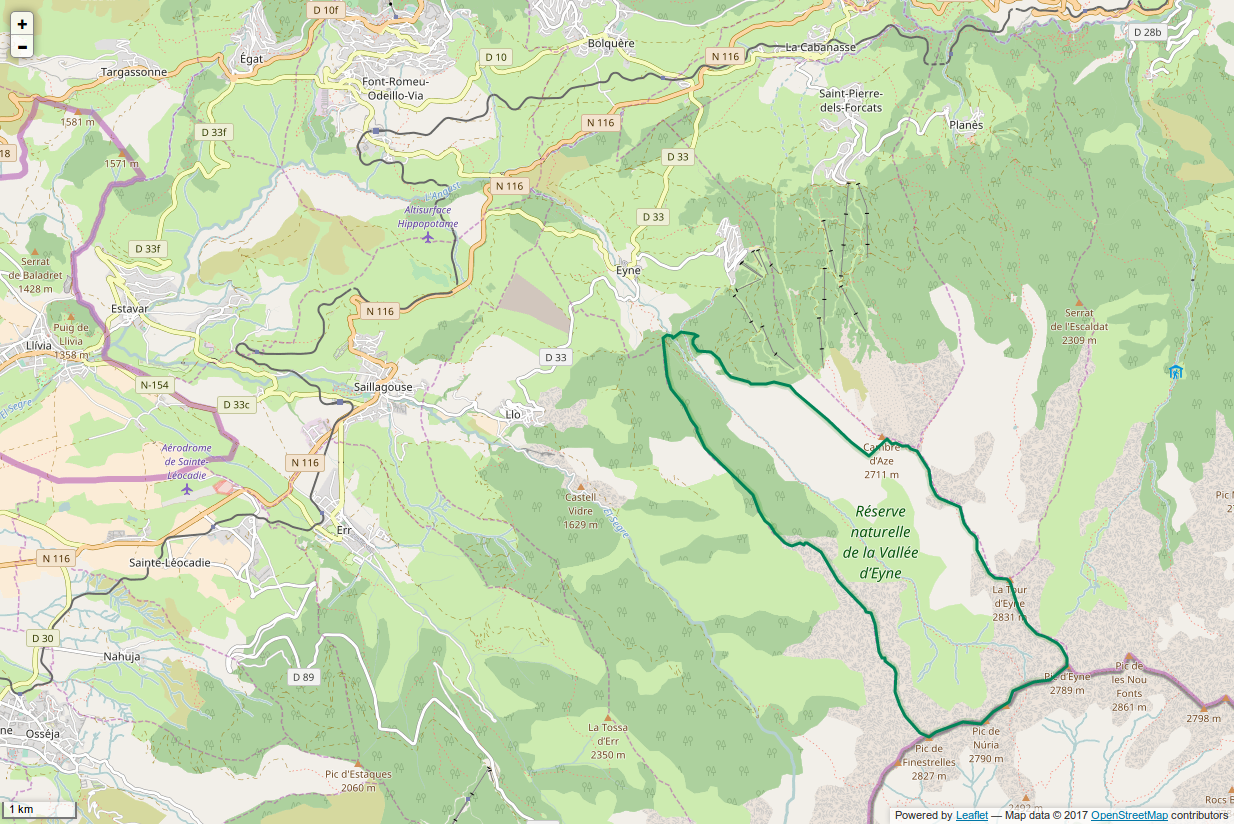
Perímetre de la reserva natural

El territori de la reserva natural nacional de la vall d'Eina està situat a la Catalunya del Nord, administrativament al departament dels Pirineus Orientals, a la comarca de l'Alta Cerdanya, i a la comuna d'Eina (íntegrament), amb el 58% de la superfície del municipi. Ocupa una superfície de 1.177,31 hectàrees i està compresa entre els 1.700 metres i 2.800 m sobre el nivell del mar, on la vall d'Eina s'orienta NO-SE.
Límits:
- La part inferior del territori es troba a les proximitats del poble d'Eina.
- L'extrem sud-oest constitueix la part superior, on arriba fins a la carena de la serralada pirinenca (frontera d'Estat) durant uns 2 quilòmetres.
- La part nord del lloc es troba al costat sud de Cambra d'Ase i continua per la carena passant per la Torre d'Eina i fins a arribar al Pic d'Eina que constitueix la cantonada sud-est.
- El costat sud-oest de la reserva segueix la cresta fins al Pic de Finestrelles.

## Història del lloc i la reserva

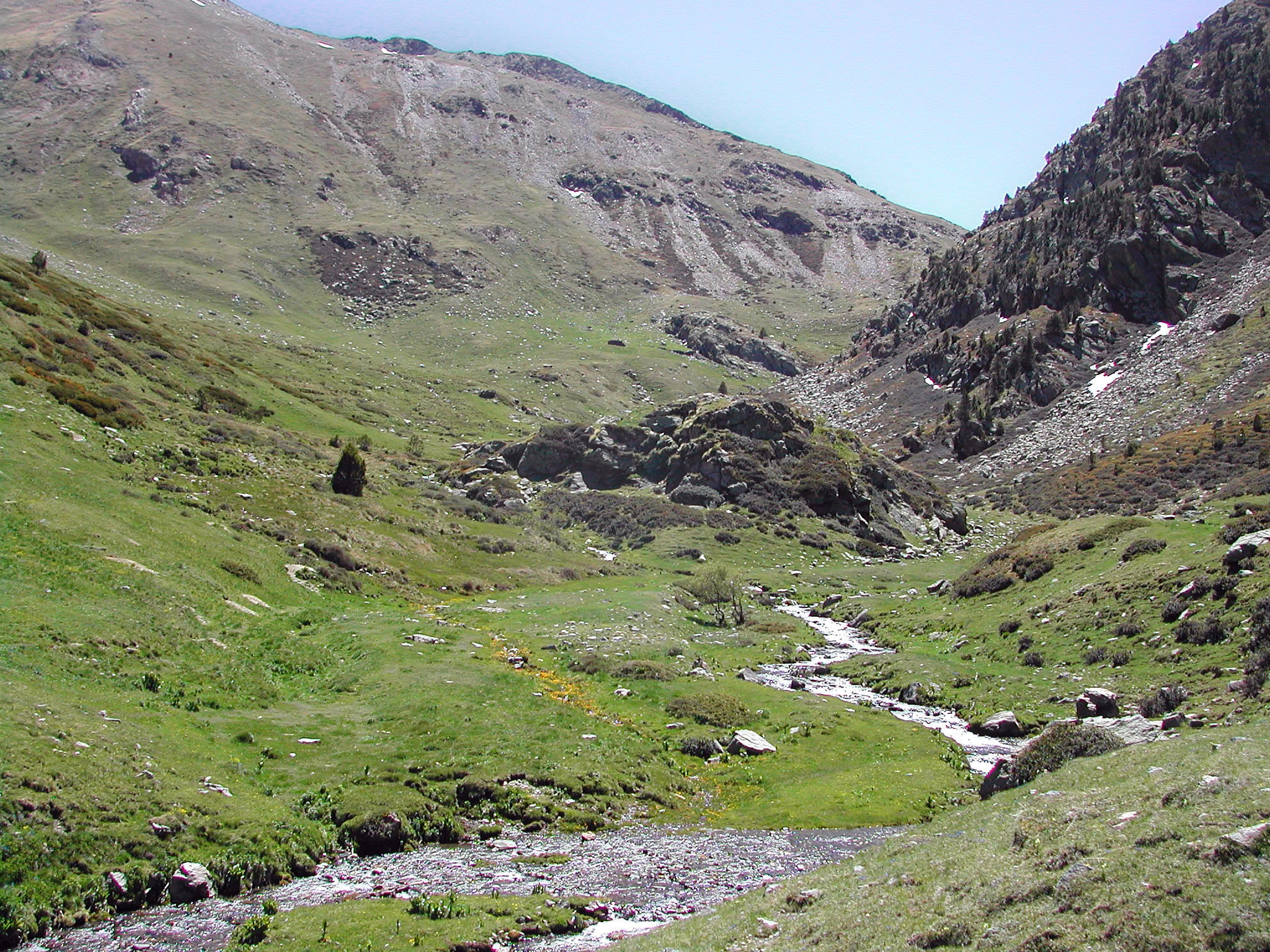
Part alta de la vall

Lloc conegut per la riquesa i varietat florística des de fa molts anys. Ha estat estudiat des del segle xviii pels grans noms de la botànica, entre d'altres, Antoine Gouan, Michel Adanson, Augustin Pyramus de Candolle, i Hippolyte Coste.

## Ecologia (biodiversitat, l'interès ecopaisagístic ...)
La posada en escena del lloc fa diferents ambients (bosc de pi, aiguamolls i pastures) amb un fort contrast entre els vessants.

## Geologia
La Vall d'Eina és rica en roques del Miocè: gneis, mica-esquists, quars i marbres.

## Flora

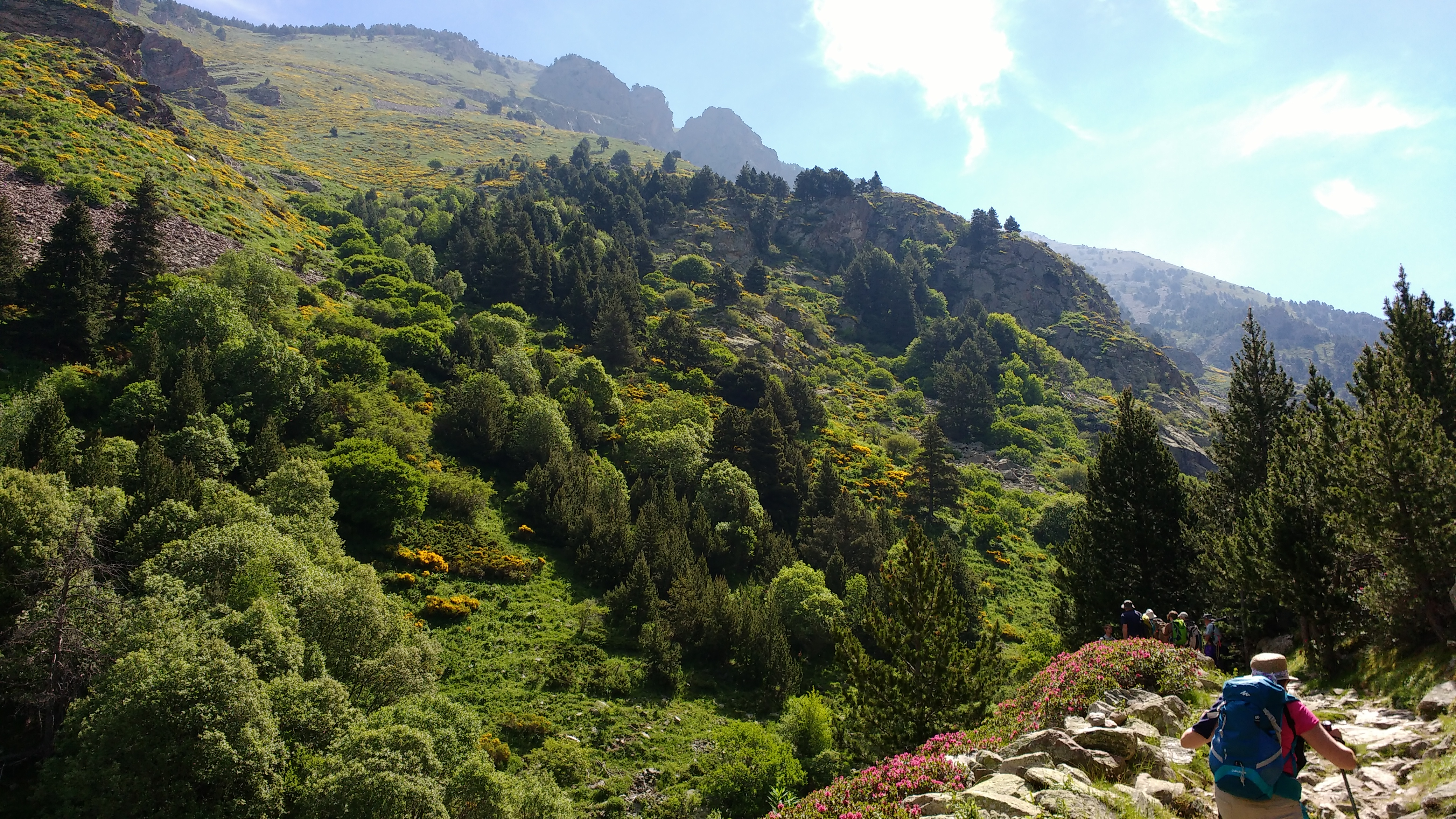
La floració de la vall, a l'estiu

Sobrenomenada la "Vall de les Flors" a causa de la seva notable diversitat ecològica, especialment a les plantes. Fins ara, s'han identificat 500 plantes i, entre elles, moltes són endèmiques, rares i estan protegides.
La flora de les tarteres compte amb el Crepis nan (Crepis pygmaea), el Carraspic espatulat (Iberis spathulata), el Cascall petit o Rosella alpina (Papaver alpinum) per a entorns calcaris, i el Card carlinoide (Carduus carlinoides), la Jacobaea leucophylla (espècie subendèmica del pirineu català),), el julivert d'isard (Xatardia scabra) pels sòls silicis.
Les fonts d'aigua són la llar de Saxífraga aquàtica, la Saxifraga groga de muntanya (Saxifraga aizoides) i Pingüícula comuna o Viola d'aigua (Pinguicula vulgaris).